# أليساندرو بارسانتي

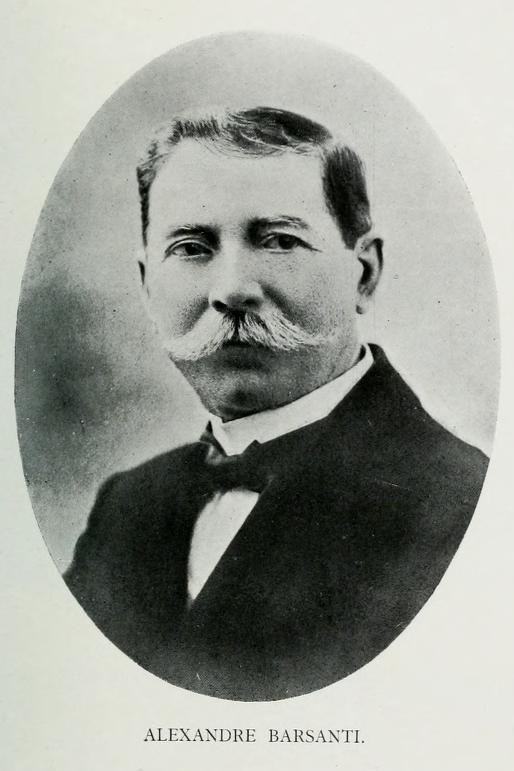
صورة لأليساندرو بارسانتي.

أليساندرو بارسانتي (1917 1858) كان مهندس إيطالي وعالم المصريات من الذين عملوا لمصلحة الآثار المصرية. قام بالتنقيب في جميع أنحاء مصر (وأبرزها أنه «اكتشف» قبر إخناتون في 1891 – 1892). كما كان مسؤولاً عن نقل مجموعة متحف القاهرة من موقعه في الجيزة إلى الموقع الحالي في القاهرة نفسها، وأيضاً ترميم معبد الدكة.